# Зачатие у человека

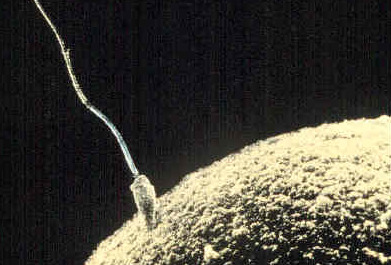
Сперматозоид и яйцеклетка в момент оплодотворения

Зача́тие (от рус. зачать, то есть начать) — возникновение беременности — «процесс, обусловленный актом оплодотворения», после которого «начинается развитие нового организма в теле матери, и следовательно наступает беременность».

## Оплодотворение
При естественном половом акте сперма мужчины попадает во влагалище женщины. Среда влагалища является губительной для сперматозоидов в силу повышенной кислотности (pH около 4). Спустя два часа после эякуляции большая часть сперматозоидов погибает во влагалище, но часть подвижных сперматозоидов проникает в шейку матки и далее — в матку. Шейка матки заполнена шеечной слизью, которая является барьером для проникновения микроорганизмов из влагалища в матку, однако шеечная слизь может воспрепятствовать проникновению сперматозоидов в матку. В патологических случаях чрезмерно вязкая шеечная слизь не позволяет пройти достаточному количеству сперматозоидов в матку, что может явиться причиной бесплодия (так называемый шеечный фактор бесплодия). По сообщению южноафриканского андролога Тинуса Крюгера, для успешного зачатия в матку должно проникнуть не менее 10 миллионов сперматозоидов. Из матки сперматозоиды проникают в фаллопиевы трубы. При выборе направления сперматозоиды движутся против тока жидкости. Ток жидкости в маточных трубах направлен от яичника в сторону матки, соответственно сперматозоиды движутся от матки в сторону яичника.

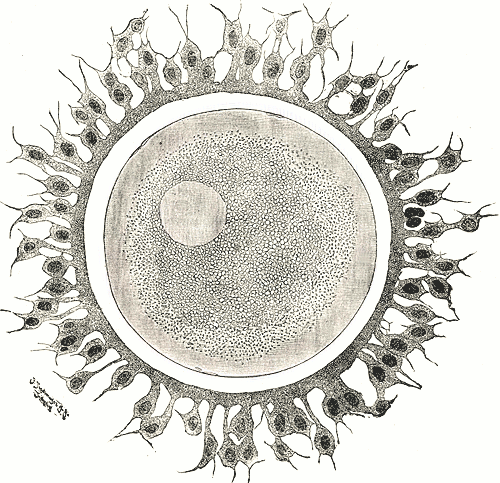
Corona radiata

Непосредственно оплодотворение происходит в ампулярной части фаллопиевой трубы (расширяющаяся часть трубы, расположенная ближе к яичнику). Для осуществления слияния с яйцеклеткой сперматозоид должен преодолеть две оболочки: 1) лучистый венец (corona radiata), 2) блестящую оболочку (zona pellucida). Процесс преодоления оболочек яйцеклетки сперматозоидом и последующее слияние называют «пенетрацией». Для преодоления лучистого венца — слоя фолликулярных клеток, окружающих яйцеклетку, сперматозоид использует фермент гиалуронидазу, расположенный на поверхности головки и расщепляющий внеклеточный матрикс, соединяющий клетки лучистого венца. Один сперматозоид не способен разрушить лучистый венец, требуется воздействие большого количества сперматозоидов для разрыхления и рассеивания клеток лучистого венца. Сперматозоид, который первым доберется до блестящей оболочки, вероятнее всего осуществит оплодотворение.
Для преодоления zona pellucida сперматозоид использует ферменты, содержащиеся в акросоме. Акросома представляет собой видоизмененный аппарат Гольджи — мембранная структура эукариотической клетки, органелла, в основном предназначенная для выведения веществ, синтезированных в эндоплазматическом ретикулуме, заполненный различными литическими ферментами. Акросома располагается на переднем конце головки сперматозоида. После достижения сперматозоидом блестящей оболочки рецепторы на головке сперматозоида взаимодействуют с лигандами на блестящей оболочке. После такого взаимодействия (узнавания) акросома сливается с внешней мембраной сперматозоида, и её содержимое оказывается снаружи. Ферменты акросомы локально разрушают блестящую оболочку, что в совокупности с движением сперматозоида позволяет ему проникнуть под блестящую оболочку и оказаться в непосредственной близости к оолемме — цитоплазматической мембране яйцеклетки.
Существуют специфические рецепторы на поверхности сперматозоида и яйцеклетки, которые служат для осуществления слияния половых клеток. После слияния ядро сперматозоида, центриоль и его митохондрия оказываются внутри яйцеклетки. В течение короткого времени в яйцеклетке развивается так называемая кортикальная реакция — высвобождение содержимого кортикальных гранул, или везикул, во внешнюю среду яйцеклетки. Кортикальные гранулы располагаются под поверхностью наружной мембраны яйцеклетки и содержат различные литические ферменты. После проникновения сперматозоида кортикальные везикулы сливаются с оолеммой (наружной мембраной яйцеклетки), и выделенные яйцеклеткой ферменты модифицируют блестящую оболочку таким образом, что она становится непроницаемой для других сперматозоидов. Таким образом, после проникновения первого сперматозоида остальные сперматозоиды не способны оплодотворить яйцеклетку. Иными словами, кортикальная реакция служит для обеспечения так называемого блока (предотвращения) полиспермии, то есть механизма, препятствующего проникновению в яйцеклетку более одного сперматозоида. У млекопитающих блок полиспермии развивается в течение нескольких минут.
При проникновении двух сперматозоидов в яйцеклетку (что случается сравнительно редко) образуется триплоидный эмбрион, при дальнейшем развитии которого происходят различные нарушения в расхождении хромосом. Такие эмбрионы не жизнеспособны и, как правило, погибают в течение нескольких дней развития, однако в редких случаях могут имплантироваться в матку и дать начало беременности, которая обречена на прерывание. Вопреки распространенному заблуждению, проникновение двух сперматозоидов в яйцеклетку не является причиной возникновения однояйцевых близнецов.

### Нарушения зачатия
Закрытие просвета маточной трубы вследствие некоторых заболеваний ведет к препятствию для встречи сперматозоидов с яйцеклеткой и возникновению бесплодия.
В редких случаях нарушение кортикальной реакции приводит к оплодотворению яйцеклетки более чем одним сперматозоидом. Это называется полиспермией и обычно обусловливает нежизнеспособную зиготу.

## Начало беременности

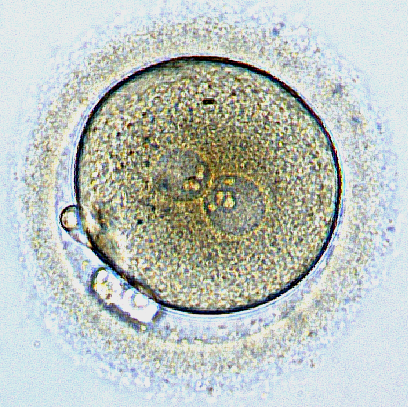
1-й день после зачатия. Зигота, отчетливо видны мужской и женский пронуклеусы, отделившееся полярное тело

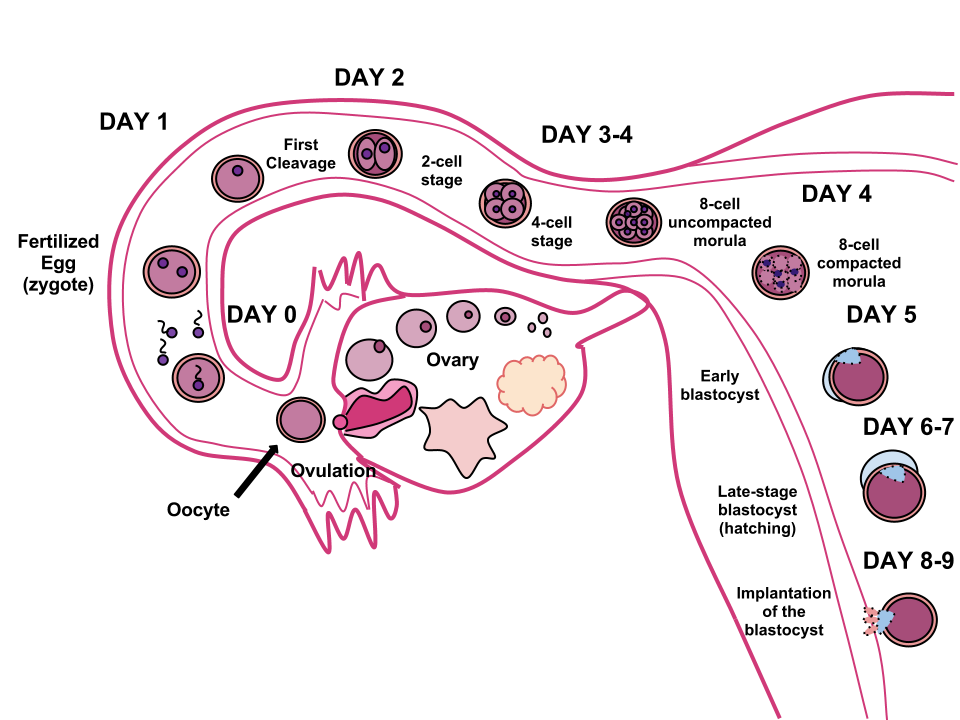
Развитие эмбриона в первую неделю беременности

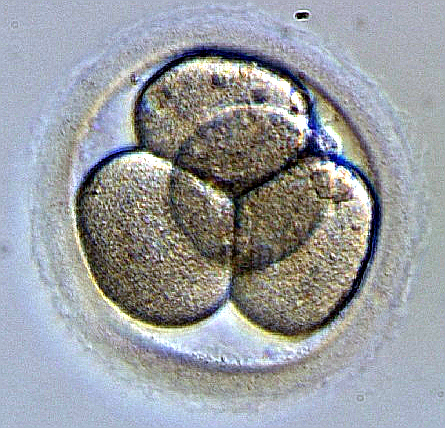
2-й день после зачатия, визуализируются 4 бластомера

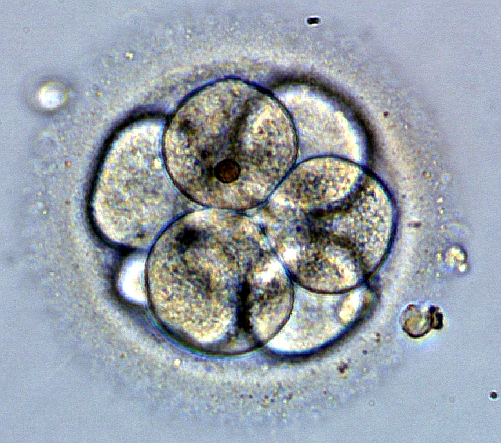
3-й день после зачатия, эмбрион состоит из 8 бластомеров

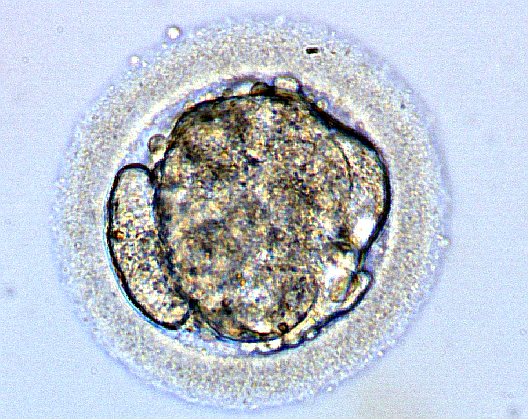
4-й день после зачатия, развития эмбриона человека — морула

После проникновения сперматозоида в яйцеклетку образуется зигота — оплодотворенная яйцеклетка, одноклеточная стадия развития эмбриона. У человека стадия зиготы продолжается первые 26—30 часов развития. Зигота приступает к формированию ядер. Сперматозоид проникает в яйцеклетку, когда она находится на стадии второго деления мейоза (после овуляции мейоз в яйцеклетке останавливается на стадии метафазы II и возобновляется после проникновения сперматозоида). Зигота завершает мейоз и как следствие выделяет 2-е полярное тельце и формирует женский пронуклеус (женское ядро). Параллельно из материала ядра сперматозоида зигота формирует мужской пронуклеус (мужское ядро). Каждый из пронуклеусов зиготы имеет одинарный (гаплоидный) набор хромосом, в мужском пронуклеусе располагаются отцовские хромосомы, в женском пронуклеусе — материнские хромосомы. В микроскоп пронуклеусы в зиготе становятся видны спустя 13—15 часов после проникновения сперматозоида и исчезают спустя 20—21 час после проникновения сперматозоида. Сформировавшись на разных концах зиготы, пронуклеусы движутся навстречу друг другу (так называемое сближение пронуклеусов), после чего их оболочки растворяются и хромосомы выстраиваются в метафазную пластинку первого деления митоза. Таким образом, объединение отцовских и материнских хромосом происходит на стадии метафазы митоза зиготы. В отличие от зиготы иглокожих, в зиготе человека и других позвоночных животных не наблюдается слияния пронуклеусов с образованием единого ядра зиготы.

### Дробление

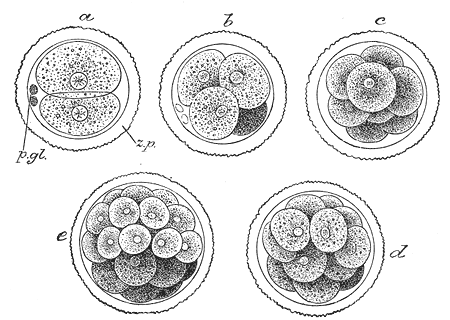
Начальные стадии дробления яйцеклетки млекопитающего. Схематично. На основе рисунка Аллена Томсона (Allen Thomson).
Обозначения: z.p. Zona pellucida. p.gl. Полярные тельца. a. Двуклеточная стадия. b. Четырёхклеточная стадия. c. Восьмиклеточная стадия. d, e. Морула.
Из атласа «Анатомия человеческого тела» Генри Грея. (Henry Gray (1825—1861). Anatomy of the Human Body. 1918)

В процессе оплодотворения яйцеклетка, а в последующем зигота, продолжает своё продвижение по маточной трубе в сторону матки. Этому способствуют сокращения мышечного слоя трубы и движения ресничек её эпителия. После образования зиготы начинается процесс её митотического деления, который носит название «дробление» (такое название деление зиготы получило потому, что общий размер эмбриона не увеличивается, и с каждым последующим делением дочерние клетки становятся все мельче). Размер эмбриона человека на стадиях зиготы и дробления одинаков и составляет около 130 мкм. Дробление у человека, как и всех млекопитающих, полное, асинхронное. Асинхронность дробления означает, что дочерние клетки делятся не одновременно, и в итоге эмбрион человека может содержать число клеток, отличное от степени двойки (1, 2, 4, 8…). Напротив, при синхронном дроблении, характерном для большинства животных, число клеток равно 2n, где n — число актов деления. Клетки эмбриона на стадии дробления называются бластомеры.
Период дробления продолжается около 3 дней.
Первоначально все бластомеры эмбриона человека одинаковы, как по внешнему виду, так и по своей детерминации. Бластомеры не взаимодействуют друг с другом и удерживаются вместе лишь благодаря блестящей оболочке. Если блестящая оболочка по какой-то причине будет повреждена, то эмбрион рассыплется на отдельные группы клеток или индивидуальные клетки. В редких случаях это может приводить к формированию двух и более независимых эмбрионов, идентичных генетически. Такие эмбрионы дадут начало однояйцевым дихориальным близнецам (около одной трети случаев рождения всех однояйцевых близнецов).
К 4 дню развития, когда эмбрион состоит приблизительно из 12—16 клеток, бластомеры дифференцируются и образуют два клеточных слоя. Наружные бластомеры формируют так называемый трофобласт, а внутренние — чуть позже — эмбриобласт.
К 5 дню развития дробящийся эмбрион формирует бластоцисту — стадию развития, характерную только для плацентарных млекопитающих. Бластоциста состоит из приблизительно 30 клеток в начале развития и приблизительно 200 клеток в конце развития. Бластоциста представляет собой полый шар размером 130—200 мкм, сформированный клетками трофобласта, внутри шара располагается группа клеток эмбриобласта, прикрепленная к одной из стенок.
Изредка бластоциста может нести два эмбриобласта, такой эмбрион даст начало однояйцевой двойне — однояйцевым монохориальным близнецам (около двух третей случаев рождения всех однояйцевых близнецов).

### Имплантация
Для лучшего контакта с эндометрием бластоциста освобождается от блестящей оболочки (так называемый хэтчинг). После этого клетки трофобласта, поверхностного слоя бластоцисты, выбрасывают пальцевидные отростки для погружения в эндометрий, железы которого богаты питательным секретом. В то же время эндометрий продолжает утолщаться под влиянием прогестерона и в итоге окружает бластоцисту со всех сторон. Процесс имплантации происходит при тесном химическом и физическом взаимодействии бластоцисты и эндометрия. Хорионический гонадотропин, выделяемый клетками трофобласта, влияет также на жёлтое тело яичника, стимулируя выработку им прогестерона и препятствуя наступлению менструации.

### Нарушения транспорта и имплантации
Нарушение транспорта зиготы в матку может приводить к имплантации бластоцисты в маточной трубе и развитию внематочной беременности. Нарушение реакций взаимодействия бластоцисты с эндометрием в процессе имплантации может обусловить ранний выкидыш ещё до того, как можно установить факт беременности.

## Зачатие как точка отсчета
Зачатие может использоваться как точка отсчета при исчислении срока развития эмбриона. В работах по эмбриологии человека срок развития эмбриона всегда отсчитывается от дня оплодотворения (так называемый эмбриональный срок), в качестве примера можно привести наиболее распространенные в мире таблицы Стритера (таблицы нормального развития человека, именуемые также таблицами Карнеги), в которых выделяют 56 стадий развития, датируемые от дня оплодотворения. В акушерстве принято отсчитывать срок беременности от даты последней менструации (так называемый акушерский срок). Овуляция и зачатие происходят приблизительно на две недели позднее даты последней менструации.
Зачатие нередко рассматривается как начало человеческой жизни. Эта точка зрения может быть обусловлена определёнными религиозными представлениями. Однако, как показал социологический опрос, проведенный в конце 2012 года, среди российских граждан её разделяют не только верующие (более 2/3), но и атеисты (более половины). Эту позицию разделяет «абсолютное большинство российских женщин (74 %) и около половины мужчин (50 %)».

## Разное
- Зачатие оставило свой след в топонимике Москвы, на карте которой можно найти 1-й, 2-й и 3-й Зачатьевские переулки[7]. Все они находятся в окрестностях Зачатьевского монастыря, вблизи Остоженки.
- Церковь Зачатия Анны, что в Углу, расположенная в Зарядье, — одна из старейших московских приходских церквей.

## Комментарии
1. ↑  Слово «дихориальный» указывает на наличие двух отдельных хорионов.
2. ↑  Слово «монохориальный» указывает на наличие одного общего хориона.
3. ↑  Опрос был проведён агентством социальных технологий «Политех» по заказу Общественной палаты Российской Федерации.